# 博朗 (加利福尼亞州)
博朗（英語：Boron）是位於美國加利福尼亞州克恩縣的一個人口普查指定地區。

## 地理
博朗的座標為34°59′58″N 117°38′59″W / 34.99944°N 117.64972°W，而該地最高點為海拔高度752米（即2467英尺）。

## 人口
根據2010年美國人口普查的數據，博朗的面積為35.80平方千米，當中陸地面積為35.74平方千米，而水域面積為0.06平方千米。當地共有人口2253人，而人口密度為每平方千米62人。